# Offenbüttel
Offenbüttel er en by og kommune i det nordlige Tyskland, beliggende i Amt Mitteldithmarschen i den centrale del af Kreis Dithmarschen. Kreis Dithmarschen ligger i den sydvestlige del af delstaten Slesvig-Holsten.

## Geografi
Kommunen er beliggende i den østlige del af Dithmarschen og grænser mod syd til op Kielerkanalen. Mod øst til Gieselaukanalen.

### Nabokommuner
Nabokommuner er (med uret fra nord) kommunerne Osterrade (i Kreis Dithmarschen), Oldenbüttel og Steenfeld (begge i Kreis Rendsburg-Eckernförde) samt Bunsoh (igen i Kreis Dithmarschen).